# Edênia Garcia
Edênia Nogueira Garcia (30 de abril de 1987) es una nadadora paralímpica brasileña que compite en eventos de nivel internacional.

## Biografía
Se especializa en nado estilo espalda y ha ganado múltiples títulos mundiales y parapanamericanos, incluidas tres medallas paralímpicas.
En los Juegos Parapanamericanos de 2019, reveló que era lesbiana durante una entrevista.